# Manegold von Mammern
Manegold von Mammern (auch Manegold von Böttstein-Mammern; † 1. Mai 1133) war von 1121 bis 1133 Abt des Klosters St. Gallen. Er entstammte einer Adelsfamilie aus der Gegend des Untersees. Urkundlich bezeugt ist er für die Jahre 1125 und 1126.

## Wirken
Nachdem der kaisertreue Heinrich von Twiel 1121 zum Abt gewählt worden war, fochten seine Gegner die Rechtmässigkeit der Wahl an und ernannten Manegold von Mammern zum Abt. Die offizielle Amtseinsetzung fand im September 1122 statt. Seine Tätigkeit als Abt richtete er darauf aus, den ehemaligen Besitzstand der Abtei wiederherzustellen. Nötig geworden war dies, weil im Kampf um den Abtstab sowohl er selbst wie auch sein Gegner Heinrich von Twiel versucht hatten, mit der Vergabe von Lehen sich eine loyale Anhängerschaft aufzubauen. Es gelang ihm, die St. Galler Klostergüter nördlich des Bodensees wieder der Abtei einzuverleiben. Um die zurückgewonnenen Güter zu sichern, errichtete er die Burg Praßberg bei Wangen. Auch in St. Gallen wirkte er als Bauherr. Die Decke über dem Schiff der Galluskirche liess er mit einem Stammbaum Christi, den Schulturm mit einem Gemälde des Letzten Gerichts schmücken.